# Округ Вобаш (Индијана)
Вобаш (енгл. Wabash County) је округ у америчкој савезној држави Индијана.

## Демографија
По попису из 2010. године број становника је 32.888, што је 2.072 (-5,9%) становника мање 2000. године.
| Група             | 2000.          | 2010.          |
| Белци             | 33.803 (96,7%) | 31.369 (95,4%) |
| Афроамериканци    | 142 (0,4%)     | 163 (0,5%)     |
| Азијати           | 142 (0,4%)     | 138 (0,4%)     |
| Хиспаноамериканци | 414 (1,2%)     | 697 (2,1%)     |
| Укупно            | 34.960         | 32.888         |